# Paris-Roubaix 2018
Le Paris-Roubaix 2018 est la 116e édition de cette course cycliste masculine sur route. Il a lieu le 8 avril 2018 entre Compiègne et Roubaix, dans le nord de la France, et fait partie du calendrier UCI World Tour 2018 en catégorie 1.UWT. Il est remporté par le champion du monde Peter Sagan qui bat au sprint Silvan Dillier, dernier rescapé de l'échappé matinale. Cela faisait depuis 1981 (37 ans) avec Bernard Hinault qu'un champion du monde ne s'était plus imposé sur Paris-Roubaix. La course est marquée par la mort du jeune coureur Michael Goolaerts, victime d'un arrêt cardiaque au passage du deuxième secteur pavé.

## Présentation

### Parcours

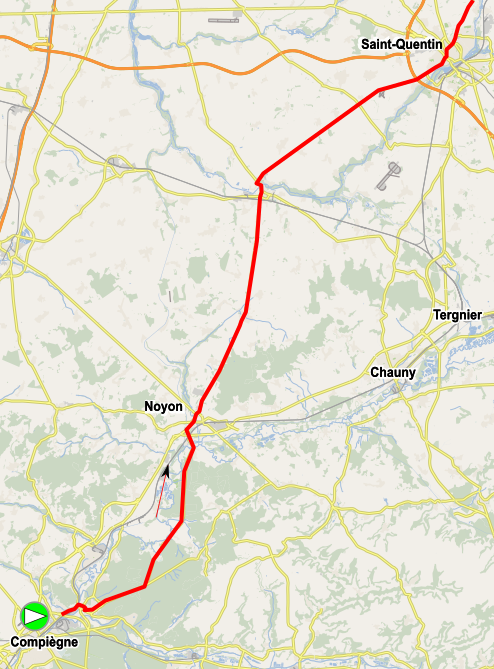
Première partie du parcours, secteurs pavés en vert.
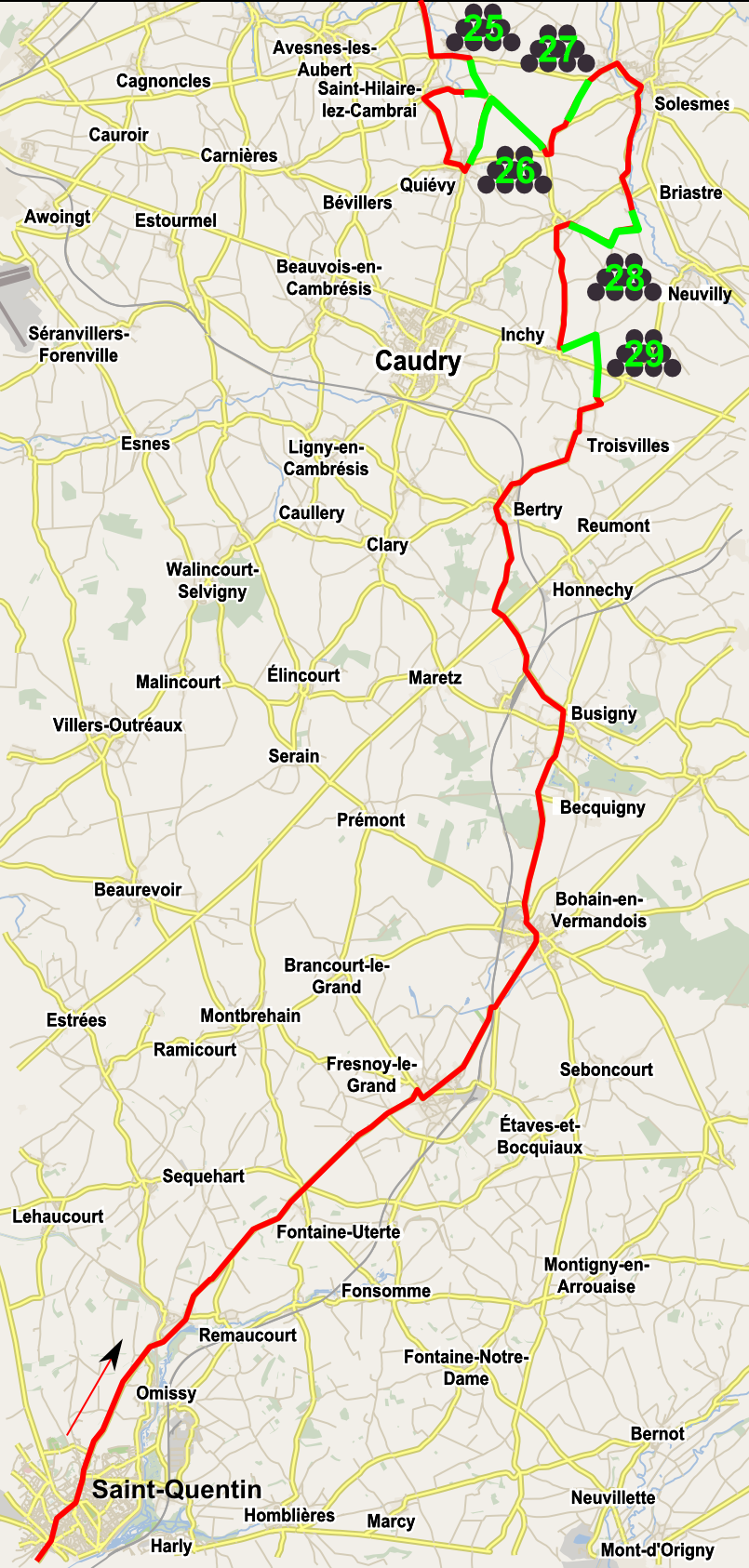
Parcours entre Saint-Quentin et Solesmes.
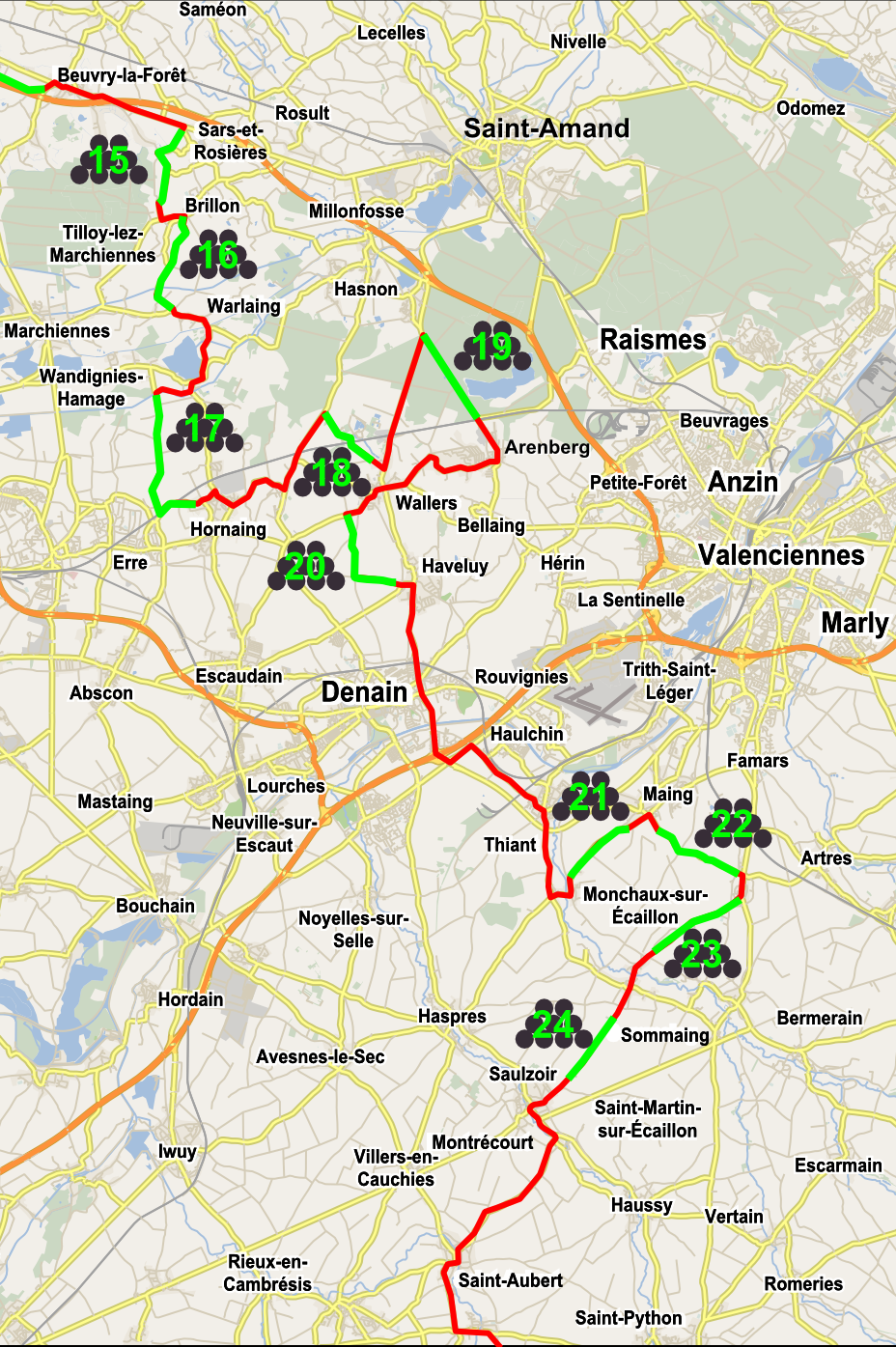
Parcours entre Solesmes et Orchies.
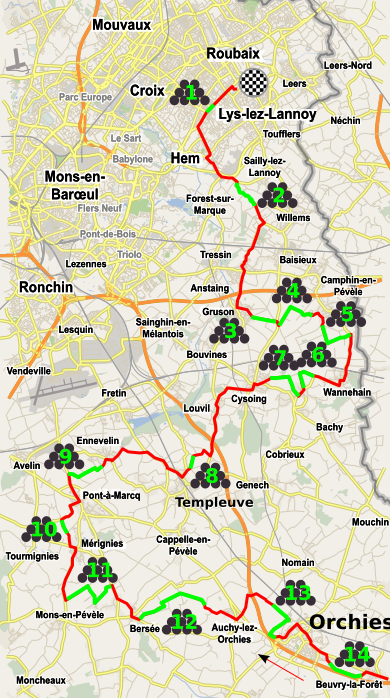
Parcours entre Orchies et Roubaix

Partant toujours de Compiègne, le parcours 2018 est proche de celui de 2017, avec 257 km à parcourir, dont 54,5 km secteur pavé. Toutefois, un secteur pavé inédit situé dans le Cambrésis fait son apparition. À noter que cette édition 2018 s'associera au centenaire de la fin de la Première Guerre mondiale en passant par la clairière de l'Armistice où ce dernier a été signée.
Malgré son nom, la course ne démarre pas à Paris, mais elle commence à Compiègne, à 80 km kilomètres au nord de Paris, et se déplace vers le nord en direction de Roubaix. La principale difficulté provient des vingt-neuf secteurs pavés qui sont disposés sur une distance totale de 55 km. Les organisateurs de la course attribuent à ces secteurs un niveau de difficulté, les trois secteurs les plus difficiles sont classés cinq étoiles, tandis qu'un seul secteur est classé une étoile, considéré comme le plus facile. Les 97 premiers kilomètres sont plats sur des routes normales, le premier secteur arrivant entre Troisvilles et Inchy. Au cours des 60 km suivants, il y a neuf secteurs pavés, avant le premier secteur cinq étoiles. Il s'agit de la Trouée d'Arenberg, longue de 2,4 km, avec ses pavés disjoints et non alignés. Ensuite, le parcours tourne plusieurs fois autour de Wallers où il y a plusieurs autres secteurs. Le parcours se dirige à nouveau vers le nord, les coureurs traversant plusieurs secteurs pavés - tous classés trois ou quatre étoiles - pour se rendre vers le secteur cinq étoiles de Mons-en-Pévèle, long de 3 km. À la fin de ce secteur, il reste 45 km jusqu'à la ligne d'arrivée.
Après Mons-en-Pévèle, sont placés six autres secteurs pavés avant le dernier secteur classé cinq étoiles. Il s'agit du Carrefour de l'Arbre, long de 2,4 km. À l'issue de ce secteur, il reste 15 km à parcourir, dont trois autres secteurs pavés : deux secteurs deux étoiles et le secteur final d'une étoile. Le parcours se termine sur le vélodrome André-Pétrieux à Roubaix. Les coureurs entrent dans le vélodrome de 500 m de long et ils leur restent un tour et demi à parcourir pour terminer la course.
| Secteur | Kilomètre | Localisation                                         | Longueur | Difficulté |
| ------- | --------- | ---------------------------------------------------- | -------- | ---------- |
| 29      | 93,5      | Troisvilles > Inchy                                  | 2 200 m  | 03         |
| 28      | 100,0     | Viesly > Briastre                                    | 3 000 m  | 03         |
| 27      | 109,0     | Saint-Python                                         | 1 500 m  | 02         |
| 26      | 111,5     | Saint-Python > Quiévy                                | 3 700 m  | 04         |
| 25      | 119,0     | Saint-Hilaire-lez-Cambrai > Saint-Vaast-en-Cambrésis | 1 500 m  | 03         |
| 24      | 130,0     | Saulzoir > Verchain-Maugré                           | 1 200 m  | 02         |
| 23      | 134,5     | Verchain-Maugré > Quérénaing                         | 1 600 m  | 03         |
| 22      | 137,5     | Quérénaing > Maing                                   | 2 500 m  | 03         |
| 21      | 140,5     | Maing > Monchaux-sur-Écaillon                        | 1 600 m  | 03         |
| 20      | 153,5     | Haveluy > Wallers                                    | 2 500 m  | 04         |
| 19      | 161,5     | Trouée d'Arenberg                                    | 2 400 m  | 05         |
| 18      | 168,0     | Wallers > Hélesmes                                   | 1 600 m  | 03         |
| 17      | 174,5     | Hornaing > Wandignies-Hamage                         | 3 700 m  | 04         |
| 16      | 182,0     | Warlaing > Brillon                                   | 2 400 m  | 03         |
| 15      | 185,5     | Tilloy-lez-Marchiennes > Sars-et-Rosières            | 2 400 m  | 04         |
| 14      | 192,0     | Beuvry-la-Forêt > Orchies                            | 1 400 m  | 03         |
| 13      | 197,0     | Orchies                                              | 1 700 m  | 03         |
| 12      | 203,0     | Auchy-lez-Orchies > Bersée                           | 2 700 m  | 04         |
| 11      | 208,5     | Mons-en-Pévèle                                       | 3 000 m  | 05         |
| 10      | 214,5     | Mérignies > Avelin                                   | 700 m    | 02         |
| 9       | 218,0     | Pont-Thibaut > Ennevelin                             | 1 400 m  | 03         |
| 8       | 224,0     | Templeuve - l'Épinette                               | 200 m    | 02         |
| 8       |           | Templeuve - le Moulin-de-Vertain                     | 500 m    | 02         |
| 7       | 230,5     | Cysoing > Bourghelles                                | 1 300 m  | 03         |
| 6       | 233,0     | Bourghelles > Wannehain                              | 1 100 m  | 03         |
| 5       | 237,5     | Camphin-en-Pévèle                                    | 1 800 m  | 04         |
| 4       | 240,0     | Carrefour de l'Arbre                                 | 2 100 m  | 05         |
| 3       | 242,5     | Gruson                                               | 1 100 m  | 02         |
| 2       | 249,0     | Willems > Hem                                        | 1 400 m  | 03         |
| 1       | 256,0     | Roubaix                                              | 300 m    | 01         |
| Total   | Total     | Total                                                | 54 500 m | 54 500 m   |

### Équipes
Paris-Roubaix faisant partie du calendrier de l'UCI World Tour, les dix-huit « World Teams » y participent. Sept équipes continentales professionnelles ont reçu leur invitation en janvier : les cinq équipes françaises évoluant à ce niveau, Cofidis, Delko-Marseille Provence-KTM, Direct Énergie, Fortuneo-Samsic et Vital Concept, et les équipes belges Verandas Willems-Crelan et WB-Aqua Protect-Veranclassic. Pour les équipes Vital Concept, créée cette année, Verandas Willems-Crelan et WB Aqua Protect Veranclassic, il s'agit d'une première participation. Parmi les équipes écartées figurent notamment Wanty-Groupe Gobert et Sport Vlaanderen-Baloise.
| WorldTeams (18)- AG2R La Mondiale - Astana - Bahrain-Merida - BMC Racing Team - Bora-Hansgrohe - Dimension Data - EF Education First-Drapac p/b Cannondale - Groupama-FDJ - Katusha-Alpecin - Lotto Soudal - Lotto NL-Jumbo - Mitchelton-Scott - Movistar Team - Quick-Step Floors - Sky - Team Sunweb - Trek-Segafredo - UAE Team Emirates Équipes continentales professionnelles (7)- Cofidis, Solutions Crédits - Delko-Marseille Provence-KTM - Direct Énergie - Fortuneo-Samsic - Vérandas Willems-Crelan - Vital Concept - WB-Aqua Protect-Veranclassic |
| |

## Récit de la course

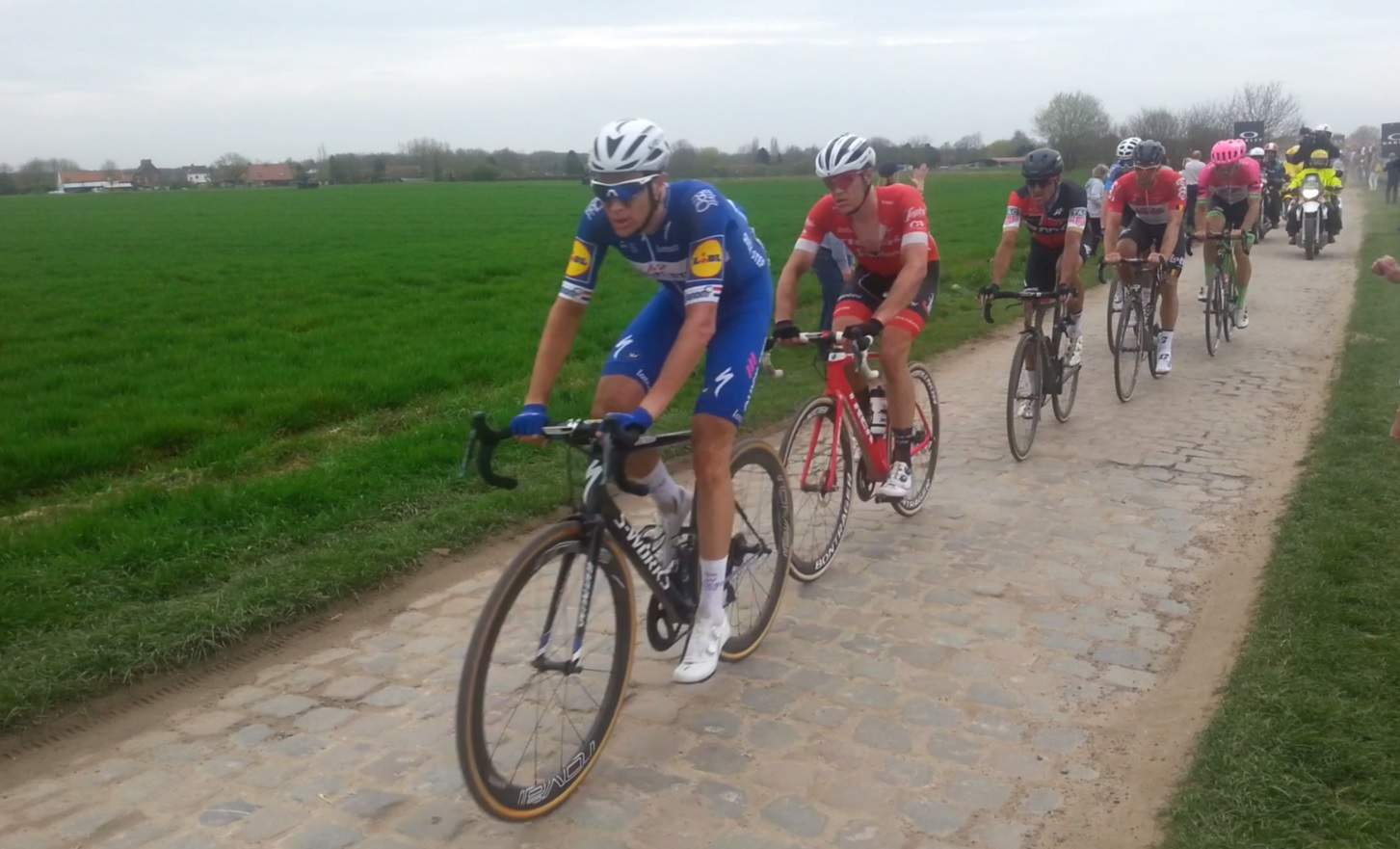
Niki Terpstra en tête du groupe de contre-attaque à 25 kilomètres de l'arrivée.

Après un début de course contrôlé par la formation Quick-Step, six coureurs s'échappent : Jelle Wallays, Ludovic Robeet, Jimmy Duquennoy, Sven Erik Bystrøm, Marc Soler et Silvan Dillier. Ils sont rejoints peu de temps après par Gatis Smukulis, Geoffrey Soupe et Jay Robert Thomson.
Avant le premier secteur pavé, les premières chutes ont lieu avec notamment une chute spectaculaire de Nélson Oliveira. Une première chute massive a lieu dès le premier secteur, où sont notamment retardés Oliver Naesen et le tenant du titre Greg Van Avermaet. Le début de course est marqué par de nombreux incidents du côté des favoris. Outre la première grosse chute, des coureurs comme Arnaud Démare, Gianni Moscon, Zdeněk Štybar, John Degenkolb ou Alexander Kristoff sont retardés sur chute ou incident mécanique. Lors du difficile secteur entre Haveluy et Wallers, une nouvelle chute projette au sol Naesen une nouvelle fois, mais aussi Sebastian Langeveld, troisième en 2017 et Matteo Trentin qui ne repart pas.

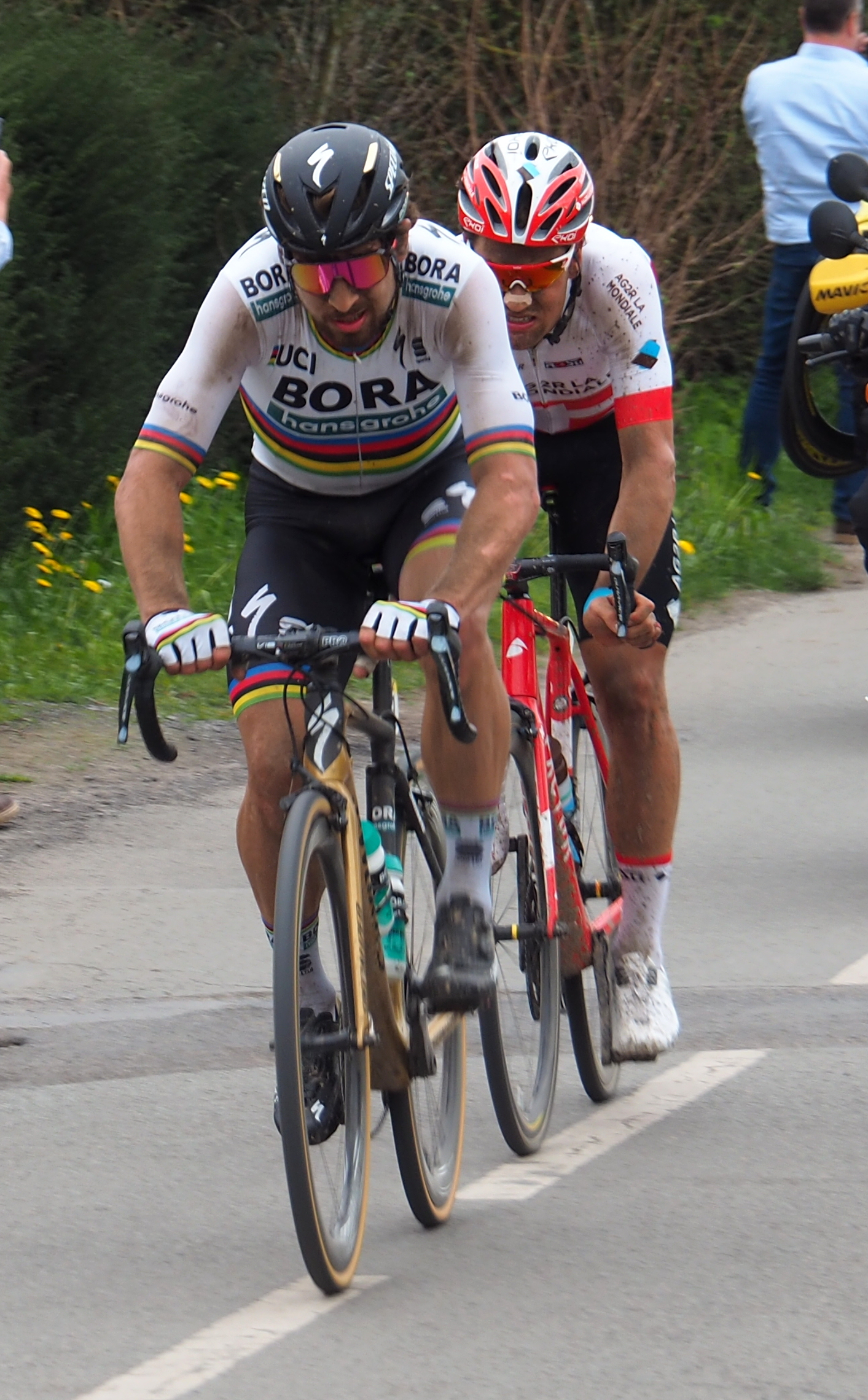
Peter Sagan et Silvan Dillier à huit kilomètres de l'arrivée.

La course s'anime dans la trouée d'Arenberg. Mike Teunissen accélère en compagnie de Philippe Gilbert tandis qu'Arnaud Démare se retrouve en difficulté à l'arrière du peloton avant d'être définitivement distancé quelques kilomètres plus loin. Le duo Teunissen-Gilbert reprend quelques échappés mais ne creuse pas un écart suffisant et il est finalement repris par le peloton. Zdeněk Štybar place un nouveau contre en solitaire à 70 kilomètres de l'arrivée mais lui non plus ne réussit pas à distancer le peloton et est finalement rattrapé.
Après quelques attaques, Greg Van Avermaet tente de sortir, en étant tout de suite pris en chasse par Niki Terpstra. Finalement, c'est Peter Sagan qui profite du retour du peloton, pour placer un contre à 55 kilomètres de l'arrivée. Rapidement, il prend du temps au peloton et il rattrape les trois rescapés de l'échappée matinale que sont Bystrom, Dillier et Wallays. Derrière eux, le peloton a du mal à s'entendre, puis une chute provoquée par Yves Lampaert envoie alors Tony Martin et Alexander Kristoff au sol. À l'avant, Bystrom est rapidement lâché, tandis que l'écart continue d'augmenter sur le peloton malgré les efforts de Niki Terpstra et de Wout van Aert. Ces derniers finissent par sortir en compagnie de Jasper Stuyven et Sep Vanmarcke à 40 kilomètres de l'arrivée alors que le groupe de tête pointe à une quarantaine de secondes. Le groupe de poursuivants voit le retour de quelques coureurs comme Jens Debusschere ou Greg Van Avermaet, tandis que le peloton principal composé entre autres de Gilbert et de Naesen pointe à 1 minute 15 du groupe de tête.
Dans le secteur de Cysoing, Wallays est lâché par ses deux compagnons d'échappée qui continuent d'accroître leur avance, jusqu'à ce que celle-ci atteigne 1 min 30 s à vingt kilomètres du but. Après avoir tenté de distancer Silvan Dillier, qui continue de relayer le champion du monde sur les parties asphaltées, Peter Sagan s'impose finalement au sprint devant son compagnon d'échappée, qui était entré en tête sur le vélodrome. Niki Terpstra va chercher la troisième place en sortant du groupe de poursuivants dans les derniers hectomètres.

## Mort de Michael Goolaerts

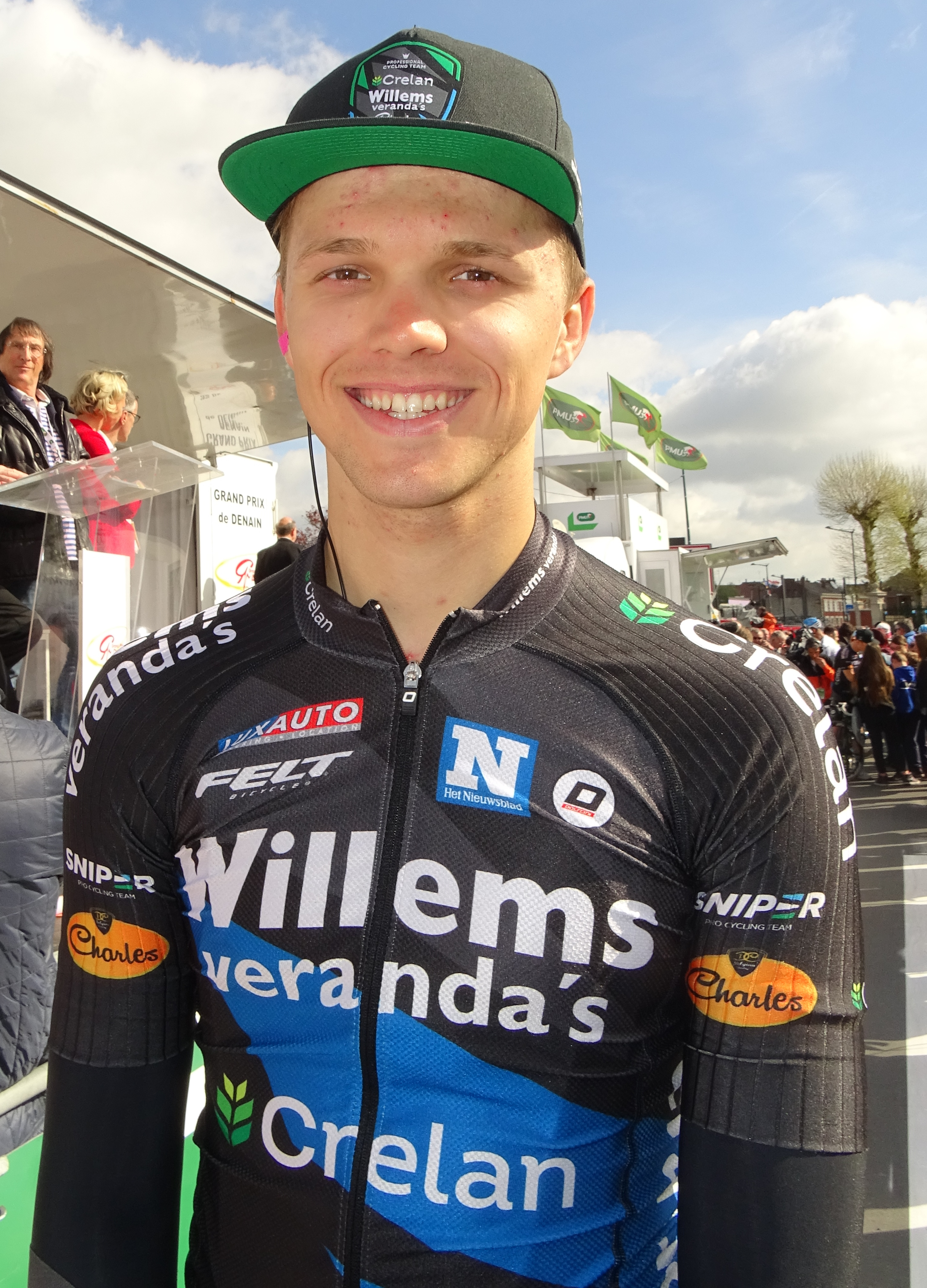
Michael Goolaerts lors du Grand Prix de Denain 2017.

Dans le deuxième secteur pavé, le jeune coureur Michael Goolaerts, âgé de 23 ans et membre de l'équipe Verandas Willems-Crelan, est victime d'un arrêt cardio-respiratoire. Il est rapidement pris en charge par le SMUR avant d'être héliporté vers le CHRU de Lille où il meurt dans la nuit. Il disputait son premier Paris-Roubaix.
À la suite de ce décès, le vainqueur du jour, Peter Sagan déclare sur Twitter : « Toutes les pensées et les prières de l'équipe Bora - Hansgrohe et de moi-même vont vers Michael Goolaerts. Une si triste nouvelle ». Le président de l'Union cycliste internationale (UCI), David Lappartient écrit : « Au nom de l'Union Cycliste Internationale et de la famille du cyclisme dans son ensemble, je tiens à adresser mes plus sincères condoléances à la famille, à l'équipe et aux proches de Michael Goolaerts, parti trop tôt ce jour. Nous partageons leur immense tristesse. »

## Classements

### Classement de la course
| \| Classement général \| Classement général \| Classement général \| Classement général \| Classement général \| \| Coureur \| Coureur \| Pays \| Équipe \| Temps \| \| ------------------ \| --------------------- \| ------------------ \| ------------------------- \| ------------------ \| \| 1er \| Peter Sagan \| Slovaquie \| Bora-Hansgrohe \| 5 h 54 min 06 s \| \| 2e \| Silvan Dillier \| Suisse \| AG2R La Mondiale \| + 0 s \| \| 3e \| Niki Terpstra \| Pays-Bas \| Quick-Step Floors \| + 57 s \| \| 4e \| Greg Van Avermaet \| Belgique \| BMC Racing Team \| + 1 min 34 s \| \| 5e \| Jasper Stuyven \| Belgique \| Trek-Segafredo \| + 1 min 34 s \| \| 6e \| Sep Vanmarcke \| Belgique \| EF Education First-Drapac \| + 1 min 34 s \| \| 7e \| Nils Politt \| Allemagne \| Katusha-Alpecin \| + 2 min 31 s \| \| 8e \| Taylor Phinney \| États-Unis \| EF Education First-Drapac \| + 2 min 31 s \| \| 9e \| Zdeněk Štybar \| Tchéquie \| Quick-Step Floors \| + 2 min 31 s \| \| 10e \| Jens Debusschere \| Belgique \| Lotto-Soudal \| + 2 min 31 s \| \| 11e \| Mike Teunissen \| Pays-Bas \| Team Sunweb \| + 2 min 31 s \| \| 12e \| Oliver Naesen \| Belgique \| AG2R La Mondiale \| + 2 min 31 s \| \| 13e \| Wout van Aert \| Belgique \| Verandas Willems-Crelan \| + 2 min 31 s \| \| 14e \| Jelle Wallays \| Belgique \| Lotto-Soudal \| + 2 min 37 s \| \| 15e \| Philippe Gilbert \| Belgique \| Quick-Step Floors \| + 3 min 07 s \| \| 16e \| Amund Grøndahl Jansen \| Norvège \| LottoNL-Jumbo \| + 3 min 07 s \| \| 17e \| John Degenkolb \| Allemagne \| Trek-Segafredo \| + 3 min 07 s \| \| 18e \| Marco Marcato \| Italie \| UAE Team Emirates \| + 3 min 07 s \| \| 19e \| Dylan van Baarle \| Pays-Bas \| Team Sky \| + 3 min 07 s \| \| 20e \| Heinrich Haussler \| Australie \| Bahrain-Merida \| + 3 min 07 s \| |                       |            |                           |                 |
| |                       |            |                           |                 |
| Source : ProCyclingStats |                       |            |                           |                 |
| Classement général |                       |            |                           |                 |
| Coureur | Coureur               | Pays       | Équipe                    | Temps           |
| 1er | Peter Sagan           | Slovaquie  | Bora-Hansgrohe            | 5 h 54 min 06 s |
| 2e | Silvan Dillier        | Suisse     | AG2R La Mondiale          | + 0 s           |
| 3e | Niki Terpstra         | Pays-Bas   | Quick-Step Floors         | + 57 s          |
| 4e | Greg Van Avermaet     | Belgique   | BMC Racing Team           | + 1 min 34 s    |
| 5e | Jasper Stuyven        | Belgique   | Trek-Segafredo            | + 1 min 34 s    |
| 6e | Sep Vanmarcke         | Belgique   | EF Education First-Drapac | + 1 min 34 s    |
| 7e | Nils Politt           | Allemagne  | Katusha-Alpecin           | + 2 min 31 s    |
| 8e | Taylor Phinney        | États-Unis | EF Education First-Drapac | + 2 min 31 s    |
| 9e | Zdeněk Štybar         | Tchéquie   | Quick-Step Floors         | + 2 min 31 s    |
| 10e | Jens Debusschere      | Belgique   | Lotto-Soudal              | + 2 min 31 s    |
| 11e | Mike Teunissen        | Pays-Bas   | Team Sunweb               | + 2 min 31 s    |
| 12e | Oliver Naesen         | Belgique   | AG2R La Mondiale          | + 2 min 31 s    |
| 13e | Wout van Aert         | Belgique   | Verandas Willems-Crelan   | + 2 min 31 s    |
| 14e | Jelle Wallays         | Belgique   | Lotto-Soudal              | + 2 min 37 s    |
| 15e | Philippe Gilbert      | Belgique   | Quick-Step Floors         | + 3 min 07 s    |
| 16e | Amund Grøndahl Jansen | Norvège    | LottoNL-Jumbo             | + 3 min 07 s    |
| 17e | John Degenkolb        | Allemagne  | Trek-Segafredo            | + 3 min 07 s    |
| 18e | Marco Marcato         | Italie     | UAE Team Emirates         | + 3 min 07 s    |
| 19e | Dylan van Baarle      | Pays-Bas   | Team Sky                  | + 3 min 07 s    |
| 20e | Heinrich Haussler     | Australie  | Bahrain-Merida            | + 3 min 07 s    |

### Classements UCI
Le Paris-Roubaix distribue aux soixante premiers coureurs les points suivants pour le classement individuel de l'UCI World Tour (uniquement pour les coureurs membres d'équipes World Tour) et le Classement mondial UCI (pour tous les coureurs) :
| Position           | 1er | 2e  | 3e  | 4e  | 5e  | 6e  | 7e  | 8e  | 9e  | 10e | 11e | 12e | 13e | 14e | 15e | 16e à 20e | 21e à 30e | 31e à 50e | 51e à 55e | 56e à 60e |
| Classement général | 500 | 400 | 325 | 275 | 225 | 175 | 150 | 125 | 100 | 85  | 70  | 60  | 50  | 40  | 35  | 30        | 20        | 10        | 5         | 3         |

#### Classements UCI World Tour à l'issue de la course
| Rang | Coureur            | Équipe            | Points |
| ---- | ------------------ | ----------------- | ------ |
| 1er  | Peter Sagan        | Bora-Hansgrohe    | 1626   |
| 2e   | Niki Terpstra      | Quick-Step Floors | 1297   |
| 3e   | Alejandro Valverde | Movistar          | 1079   |
| 4e   | Tiesj Benoot       | Lotto-Soudal      | 986    |
| 5e   | Greg Van Avermaet  | BMC Racing        | 953.57 |
| 6e   | Jasper Stuyven     | Trek-Segafredo    | 935    |
| 7e   | Daryl Impey        | Mitchelton-Scott  | 861.57 |
| 8e   | Philippe Gilbert   | Quick-Step Floors | 855    |
| 9e   | Arnaud Démare      | Groupama-FDJ      | 827    |
| 10e  | Elia Viviani       | Quick-Step Floors | 817    |

| Rang | Équipe            | Points  |
| ---- | ----------------- | ------- |
| 1er  | Quick-Step Floors | 5366    |
| 2e   | Bora-Hansgrohe    | 3426    |
| 3e   | Movistar          | 3272    |
| 4e   | Mitchelton-Scott  | 3225.99 |
| 5e   | BMC Racing        | 3145.99 |
| 6e   | Bahrain-Merida    | 2491    |
| 7e   | Sky               | 2392.01 |
| 8e   | AG2R La Mondiale  | 2247    |
| 9e   | Lotto-Soudal      | 2159    |
| 10e  | Trek-Segafredo    | 2113    |

## Liste des participants
- Liste de départ complète

| Légende | Légende                                                                    | Légende | Légende                                                    |
| ------- | -------------------------------------------------------------------------- | ------- | ---------------------------------------------------------- |
| Num     | Dossard de départ porté par le coureur sur ce Paris-Roubaix                | Pos     | Position à l'arrivée de la course                          |
|         | Indique un maillot de champion national ou mondial, suivi de sa spécialité | NP      | Indique un coureur qui n'a pas pris le départ de la course |
| AB      | Indique un coureur qui n'a pas terminé la course                           | HD      | Indique un coureur qui a terminé la course hors des délais |

| BMC Racing BMC                    | BMC Racing BMC             | BMC Racing BMC |
| --------------------------------- | -------------------------- | -------------- |
| Num                               | Coureur                    | Pos            |
| 1                                 | Greg Van Avermaet (BEL)    | 4e             |
| 2                                 | Jempy Drucker (LUX)        | 23e            |
| 3                                 | Stefan Küng (SUI)          | AB             |
| 4                                 | Jürgen Roelandts (BEL)     | AB             |
| 5                                 | Michael Schär (SUI)        | 51e            |
| 6                                 | Nathan Van Hooydonck (BEL) | AB             |
| 7                                 | Francisco Ventoso (ESP)    | AB             |
| Directeur sportif : Fabio Baldato |                            |                |

| Quick-Step Floors QST                | Quick-Step Floors QST  | Quick-Step Floors QST |
| ------------------------------------ | ---------------------- | --------------------- |
| Num                                  | Coureur                | Pos                   |
| 11                                   | Niki Terpstra (NED)    | 3e                    |
| 12                                   | Tim Declercq (BEL)     | AB                    |
| 13                                   | Philippe Gilbert (BEL) | 15e                   |
| 14                                   | Iljo Keisse (BEL)      | 50e                   |
| 15                                   | Yves Lampaert (BEL)    | 28e                   |
| 16                                   | Florian Sénéchal (FRA) | AB                    |
| 17                                   | Zdeněk Štybar (CZE)    | 9e                    |
| Directeur sportif : Wilfried Peeters |                        |                       |

| EF Education First-Drapac EFD     | EF Education First-Drapac EFD | EF Education First-Drapac EFD |
| --------------------------------- | ----------------------------- | ----------------------------- |
| Num                               | Coureur                       | Pos                           |
| 21                                | Sep Vanmarcke (BEL)           | 6e                            |
| 22                                | Matti Breschel (DEN)          | 35e                           |
| 23                                | Mitchell Docker (AUS)         | 63e                           |
| 24                                | Sebastian Langeveld (NED)     | AB                            |
| 25                                | Taylor Phinney (USA)          | 8e                            |
| 26                                | Thomas Scully (NZL)           | 64e                           |
| 27                                | Tom Van Asbroeck (BEL)        | AB                            |
| Directeur sportif : Andreas Klier |                               |                               |

| Mitchelton-Scott MTS               | Mitchelton-Scott MTS      | Mitchelton-Scott MTS |
| ---------------------------------- | ------------------------- | -------------------- |
| Num                                | Coureur                   | Pos                  |
| 31                                 | Mathew Hayman (AUS)       | 22e                  |
| 32                                 | Jack Bauer (NZL)          | 97e                  |
| 33                                 | Luke Durbridge (AUS)      | 59e                  |
| 34                                 | Alexander Edmondson (AUS) | AB                   |
| 35                                 | Roger Kluge (GER)         | 69e                  |
| 36                                 | Luka Mezgec (SLO)         | AB                   |
| 37                                 | Matteo Trentin (ITA)      | AB                   |
| Directeur sportif : Matthew Wilson |                           |                      |

| Trek-Segafredo TFS             | Trek-Segafredo TFS   | Trek-Segafredo TFS |
| ------------------------------ | -------------------- | ------------------ |
| Num                            | Coureur              | Pos                |
| 41                             | John Degenkolb (GER) | 17e                |
| 42                             | Koen de Kort (NED)   | 31e                |
| 43                             | Ryan Mullen (IRL)    | AB                 |
| 44                             | Mads Pedersen (DEN)  | 71e                |
| 45                             | Grégory Rast (SUI)   | 60e                |
| 46                             | Jasper Stuyven (BEL) | 5e                 |
| 47                             | Boy van Poppel (NED) | 48e                |
| Directeur sportif : Dirk Demol |                      |                    |

| UAE Emirates UAD                 | UAE Emirates UAD         | UAE Emirates UAD |
| -------------------------------- | ------------------------ | ---------------- |
| Num                              | Coureur                  | Pos              |
| 51                               | Alexander Kristoff (NOR) | 57e              |
| 52                               | Sven Erik Bystrøm (NOR)  | 27e              |
| 53                               | Simone Consonni (ITA)    | 101e             |
| 54                               | Roberto Ferrari (ITA)    | AB               |
| 55                               | Filippo Ganna (ITA)      | HD               |
| 56                               | Marco Marcato (ITA)      | 18e              |
| 57                               | Oliviero Troia (ITA)     | HD               |
| Directeur sportif : Mario Scirea |                          |                  |

| Groupama-FDJ GFC                     | Groupama-FDJ GFC          | Groupama-FDJ GFC |
| ------------------------------------ | ------------------------- | ---------------- |
| Num                                  | Coureur                   | Pos              |
| 61                                   | Arnaud Démare (FRA)       | 61e              |
| 62                                   | Antoine Duchesne (CAN)    | AB               |
| 63                                   | Jacopo Guarnieri (ITA)    | 65e              |
| 64                                   | Ignatas Konovalovas (LTU) | 66e              |
| 65                                   | Olivier Le Gac (FRA)      | AB               |
| 66                                   | Marc Sarreau (FRA)        | 26e              |
| 67                                   | Ramon Sinkeldam (NED)     | 62e              |
| Directeur sportif : Frédéric Guesdon |                           |                  |

| AG2R La Mondiale ALM              | AG2R La Mondiale ALM     | AG2R La Mondiale ALM |
| --------------------------------- | ------------------------ | -------------------- |
| Num                               | Coureur                  | Pos                  |
| 71                                | Oliver Naesen (BEL)      | 12e                  |
| 72                                | Gediminas Bagdonas (LTU) | AB                   |
| 73                                | Nico Denz (GER)          | 96e                  |
| 74                                | Silvan Dillier (SUI)     | 2e                   |
| 75                                | Julien Duval (FRA)       | AB                   |
| 76                                | Tony Gallopin (FRA)      | 55e                  |
| 77                                | Stijn Vandenbergh (BEL)  | 32e                  |
| Directeur sportif : Julien Jurdie |                          |                      |

| Verandas Willems-Crelan VWC         | Verandas Willems-Crelan VWC | Verandas Willems-Crelan VWC |
| ----------------------------------- | --------------------------- | --------------------------- |
| Num                                 | Coureur                     | Pos                         |
| 81                                  | Wout van Aert (BEL)         | 13e                         |
| 82                                  | Dries De Bondt (BEL)        | 94e                         |
| 83                                  | Stijn Devolder (BEL)        | AB                          |
| 84                                  | Michael Goolaerts (BEL)     | AB                          |
| 85                                  | Aidis Kruopis (LTU)         | AB                          |
| 86                                  | Senne Leysen (BEL)          | HD                          |
| 87                                  | Stijn Steels (BEL)          | HD                          |
| Directeur sportif : Michiel Elijzen |                             |                             |

| Sky SKY                            | Sky SKY                | Sky SKY |
| ---------------------------------- | ---------------------- | ------- |
| Num                                | Coureur                | Pos     |
| 91                                 | Geraint Thomas (GBR)   | AB      |
| 92                                 | Owain Doull (GBR)      | 49e     |
| 93                                 | Christian Knees (GER)  | 87e     |
| 94                                 | Gianni Moscon (ITA)    | 41e     |
| 95                                 | Luke Rowe (GBR)        | AB      |
| 96                                 | Ian Stannard (GBR)     | AB      |
| 97                                 | Dylan van Baarle (NED) | 19e     |
| Directeur sportif : Servais Knaven |                        |         |

| Sunweb SUN                    | Sunweb SUN                 | Sunweb SUN |
| ----------------------------- | -------------------------- | ---------- |
| Num                           | Coureur                    | Pos        |
| 101                           | Edward Theuns (BEL)        | 24e        |
| 102                           | Phil Bauhaus (GER)         | 78e        |
| 103                           | Lennard Hofstede (NED)     | AB         |
| 104                           | Søren Kragh Andersen (DEN) | AB         |
| 105                           | Tom Stamsnijder (NED)      | NP         |
| 106                           | Mike Teunissen (NED)       | 11e        |
| 107                           | Max Walscheid (GER)        | 52e        |
| Directeur sportif : Marc Reef |                            |            |

| Bora-Hansgrohe BOH                   | Bora-Hansgrohe BOH        | Bora-Hansgrohe BOH |
| ------------------------------------ | ------------------------- | ------------------ |
| Num                                  | Coureur                   | Pos                |
| 111                                  | Peter Sagan (SVK)         | 1er                |
| 112                                  | Maciej Bodnar (POL)       | AB                 |
| 113                                  | Marcus Burghardt (GER)    | 25e                |
| 114                                  | Daniel Oss (ITA)          | 40e                |
| 115                                  | Juraj Sagan (SVK)         | 58e                |
| 116                                  | Andreas Schillinger (GER) | AB                 |
| 117                                  | Rüdiger Selig (GER)       | AB                 |
| Directeur sportif : Enrico Poitschke |                           |                    |

| Direct Énergie TDE                    | Direct Énergie TDE     | Direct Énergie TDE |
| ------------------------------------- | ---------------------- | ------------------ |
| Num                                   | Coureur                | Pos                |
| 121                                   | Adrien Petit (FRA)     | 46e                |
| 122                                   | Romain Cardis (FRA)    | HD                 |
| 123                                   | Sylvain Chavanel (FRA) | 80e                |
| 124                                   | Damien Gaudin (FRA)    | AB                 |
| 125                                   | Yohann Gène (FRA)      | AB                 |
| 126                                   | Alexandre Pichot (FRA) | AB                 |
| 127                                   | Simon Sellier (FRA)    | HD                 |
| Directeur sportif : Dominique Arnould |                        |                    |

| Lotto-Soudal LTS                  | Lotto-Soudal LTS       | Lotto-Soudal LTS |
| --------------------------------- | ---------------------- | ---------------- |
| Num                               | Coureur                | Pos              |
| 131                               | Jens Debusschere (BEL) | 10e              |
| 132                               | Lars Bak (DEN)         | 38e              |
| 133                               | Frederik Frison (BEL)  | 37e              |
| 134                               | Jens Keukeleire (BEL)  | 67e              |
| 135                               | Nikolas Maes (BEL)     | 29e              |
| 136                               | Marcel Sieberg (GER)   | 39e              |
| 137                               | Jelle Wallays (BEL)    | 14e              |
| Directeur sportif : Herman Frison |                        |                  |

| Cofidis COF                        | Cofidis COF              | Cofidis COF |
| ---------------------------------- | ------------------------ | ----------- |
| Num                                | Coureur                  | Pos         |
| 141                                | Christophe Laporte (FRA) | 68e         |
| 142                                | Hugo Hofstetter (FRA)    | 79e         |
| 143                                | Cyril Lemoine (FRA)      | 88e         |
| 144                                | Geoffrey Soupe (FRA)     | 74e         |
| 145                                | Jimmy Turgis (FRA)       | 43e         |
| 146                                | Bert Van Lerberghe (BEL) | 70e         |
| 147                                | Kenneth Vanbilsen (BEL)  | 86e         |
| Directeur sportif : Alain Deloeuil |                          |             |

| Dimension Data DDD                          | Dimension Data DDD         | Dimension Data DDD |
| ------------------------------------------- | -------------------------- | ------------------ |
| Num                                         | Coureur                    | Pos                |
| 151                                         | Edvald Boasson Hagen (NOR) | 34e                |
| 152                                         | Nicolas Dougall (RSA)      | AB                 |
| 153                                         | Ryan Gibbons (RSA)         | HD                 |
| 154                                         | Jay Robert Thomson (RSA)   | 54e                |
| 155                                         | Johann van Zyl (RSA)       | 95e                |
| 156                                         | Jacobus Venter (RSA)       | AB                 |
| 157                                         | Julien Vermote (BEL)       | AB                 |
| Directeur sportif : Jean-Pierre Heynderickx |                            |                    |

| Katusha-Alpecin TKA                 | Katusha-Alpecin TKA      | Katusha-Alpecin TKA |
| ----------------------------------- | ------------------------ | ------------------- |
| Num                                 | Coureur                  | Pos                 |
| 161                                 | Tony Martin (GER)        | 72e                 |
| 162                                 | Jenthe Biermans (BEL)    | 47e                 |
| 163                                 | Marco Haller (AUT)       | 70e                 |
| 164                                 | Marcel Kittel (GER)      | AB                  |
| 165                                 | Nils Politt (GER)        | 7e                  |
| 166                                 | Mads Würtz Schmidt (DEN) | AB                  |
| 167                                 | Rick Zabel (GER)         | 45e                 |
| Directeur sportif : Torsten Schmidt |                          |                     |

| Astana AST                         | Astana AST                | Astana AST |
| ---------------------------------- | ------------------------- | ---------- |
| Num                                | Coureur                   | Pos        |
| 171                                | Laurens De Vreese (BEL)   | AB         |
| 172                                | Oscar Gatto (ITA)         | AB         |
| 173                                | Dmitriy Gruzdev (KAZ)     | 85e        |
| 174                                | Hugo Houle (CAN)          | 84e        |
| 175                                | Truls Engen Korsæth (NOR) | 33e        |
| 176                                | Magnus Cort Nielsen (DEN) | AB         |
| 177                                | Ruslan Tleubayev (KAZ)    | AB         |
| Directeur sportif : Stefano Zanini |                           |            |

| Fortuneo-Samsic FST                   | Fortuneo-Samsic FST             | Fortuneo-Samsic FST |
| ------------------------------------- | ------------------------------- | ------------------- |
| Num                                   | Coureur                         | Pos                 |
| 181                                   | Pierre-Luc Périchon (FRA)       | 89e                 |
| 182                                   | Maxime Daniel (FRA)             | AB                  |
| 183                                   | Brice Feillu (FRA)              | 77e                 |
| 184                                   | Benoît Jarrier (FRA)            | AB                  |
| 185                                   | Sindre Lunke (NOR)              | HD                  |
| 186                                   | Michael Carbel Svendgaard (DEN) | AB                  |
| 187                                   | Bram Welten (NED)               | AB                  |
| Directeur sportif : Sébastien Hinault |                                 |                     |

| Bahrain-Merida TBM                  | Bahrain-Merida TBM      | Bahrain-Merida TBM |
| ----------------------------------- | ----------------------- | ------------------ |
| Num                                 | Coureur                 | Pos                |
| 191                                 | Heinrich Haussler (AUS) | 20e                |
| 192                                 | Borut Božič (SLO)       | AB                 |
| 193                                 | Iván García (ESP)       | AB                 |
| 194                                 | Kristjan Koren (SLO)    | AB                 |
| 195                                 | David Per (SLO)         | HD                 |
| 196                                 | Luka Pibernik (SLO)     | 100e               |
| 197                                 | Meiyin Wang (CHN)       | AB                 |
| Directeur sportif : Tristan Hoffman |                         |                    |

| Lotto NL-Jumbo TLJ                 | Lotto NL-Jumbo TLJ          | Lotto NL-Jumbo TLJ |
| ---------------------------------- | --------------------------- | ------------------ |
| Num                                | Coureur                     | Pos                |
| 201                                | Dylan Groenewegen (NED)     | 44e                |
| 202                                | Pascal Eenkhoorn (NED)      | 81e                |
| 203                                | Amund Grøndahl Jansen (NOR) | 16e                |
| 204                                | Timo Roosen (NED)           | HD                 |
| 205                                | Bram Tankink (NED)          | 76e                |
| 206                                | Jos van Emden (NED)         | 82e                |
| 207                                | Maarten Wynants (BEL)       | 36e                |
| Directeur sportif : Nico Verhoeven |                             |                    |

| Movistar MOV                              | Movistar MOV           | Movistar MOV |
| ----------------------------------------- | ---------------------- | ------------ |
| Num                                       | Coureur                | Pos          |
| 211                                       | Imanol Erviti (ESP)    | 30e          |
| 212                                       | Carlos Barbero (ESP)   | AB           |
| 213                                       | Héctor Carretero (ESP) | AB           |
| 214                                       | Nuno Bico (POR)        | 91e          |
| 215                                       | Nélson Oliveira (POR)  | AB           |
| 216                                       | Marc Soler (ESP)       | AB           |
| 217                                       | Jasha Sütterlin (GER)  | AB           |
| Directeur sportif : Vicente García Acosta |                        |              |

| Delko-Marseille Provence-KTM DMP    | Delko-Marseille Provence-KTM DMP | Delko-Marseille Provence-KTM DMP |
| ----------------------------------- | -------------------------------- | -------------------------------- |
| Num                                 | Coureur                          | Pos                              |
| 221                                 | Yannick Martinez (FRA)           | AB                               |
| 222                                 | Iuri Filosi (ITA)                | 99e                              |
| 223                                 | Brenton Jones (AUS)              | AB                               |
| 224                                 | Przemysław Kasperkiewicz (POL)   | AB                               |
| 225                                 | Evaldas Šiškevičius (LTU)        | AB/HD                            |
| 226                                 | Gatis Smukulis (LAT)             | 75e                              |
| 227                                 | Julien Trarieux (FRA)            | 98e                              |
| Directeur sportif : Andy Flickinger |                                  |                                  |

| Vital Concept VCC                    | Vital Concept VCC         | Vital Concept VCC |
| ------------------------------------ | ------------------------- | ----------------- |
| Num                                  | Coureur                   | Pos               |
| 231                                  | Corentin Ermenault (FRA)  | AB                |
| 233                                  | Bert De Backer (BEL)      | 21e               |
| 234                                  | Jérémy Lecroq (FRA)       | HD                |
| 235                                  | Julien Morice (FRA)       | 53e               |
| 236                                  | Tanguy Turgis (FRA)       | 42e               |
| 237                                  | Jonas Van Genechten (BEL) | 83e               |
| 238                                  | Adrien Garel (FRA)        | AB                |
| Directeur sportif : Jimmy Engoulvent |                           |                   |

| WB-Aqua Protect-Veranclassic WVA     | WB-Aqua Protect-Veranclassic WVA | WB-Aqua Protect-Veranclassic WVA |
| ------------------------------------ | -------------------------------- | -------------------------------- |
| Num                                  | Coureur                          | Pos                              |
| 241                                  | Kenny Dehaes (BEL)               | 93e                              |
| 242                                  | Ludwig De Winter (BEL)           | HD                               |
| 243                                  | Jimmy Duquennoy (BEL)            | 56e                              |
| 244                                  | Alex Kirsch (LUX)                | AB                               |
| 245                                  | Ludovic Robeet (BEL)             | 73e                              |
| 246                                  | Lukas Spengler (SUI)             | AB                               |
| 247                                  | Julien Stassen (BEL)             | 92e                              |
| Directeur sportif : Thierry Marichal |                                  |                                  |